# Люце, Вера Владимировна
Вера Владимировна Лю́це (в замужестве Вермель; 1879 — 1977) — оперная певица (лирико-колоратурное сопрано), вокальный педагог.

## Биография
Родилась 15 (27 апреля) 1879 года) в Люблине, (ныне Польша).
Дочь оперной певицы С. Конарской и юриста Владимира фон Люце. Софья Конарская стала первым и единственным педагогом своей дочери В.Люце. Кроме того ей давал уроки пения А. Мишуга.
Окончила Варшавский музыкальный институт по классу фортепиано.
Там же, в Варшаве, 1902 году состоялся первый оперный дебют начинающей певицы. Первое выступление прошло удачно, и она была приглашена в состав труппы Варшавской оперы с контрактом на 4 года. В течение нескольких лет Вера Владимировна выступала в оперных театрах Польши, Галиции и Италии как Vera de Luсе.
В 1907 году приехала в Москву и поступила в московскую Оперу С. Зимина (дебютировала в партии Розины — «Севильский цирюльник» Дж. Россини на итальянском языке). В 1907—1913 гг. — солистка Оперы С. И. Зимина.
Певица много гастролировала: в Кисловодске (1907), Киеве (1908, 1911), Харькове (1908, 1910, 1912), Одессе, Н. Новгороде, Варшаве (1911) и др. городах России и Европы.
Пела под управлением Э. А. Купера, И. О. Палицына, Е. Е. Плотникова, Л. П. Штейнберга и др.
Принимала участие в Исторических концертах С. Н. Василенко в 1907 году в Москве; в концертах Кружка любителей русской музыки, многократно выступала с исполнением романсов, входивших в её концертный репертуар.
Записывалась на грампластинки под именем Vera de Luсе (всего записала 18 произведений) в Варшаве («Пате»/Pathé, 1903), Милане («Пате»/Pathé, 1906), Москве («Граммофон», 1907).
В 1918 году оставила артистическую деятельность. В 1919 году вышла замуж за врача профессора МГУ С. Б. Вермеля.
С 1934 года преподавала в Музыкальном училище им. Гнесиных, позже также в институте имени Гнесиных. Имела ученое звание доцента вокального факультета. За годы свой педагогической деятельности В. В. Люце была награждена: Орденом «Знак почета». Медалью «За доблестный труд в Великой Отечественной войне». Медалью «В память 800-летия Москвы».
А. М. Пружанский, отмечая, что певица обладала «легким голосом редкой красоты и гибкости, прекрасной вокальной техникой», приводит следующий отзыв о ней в печати: «Г-жа Люце — блестящая колоратурная певица… Красивый, сочный нижний регистр, середина ровная, но матовая, верхи чистые… по школе, технике, музыкальности г-жа Люце крупная величина»".
Умерла 4 октября 1977 года. Похоронена в Москве на Николо-Архангельском кладбище.

## Оперные партии
- 1911 — «Чио-Чио-сан» («Мадам Баттерфляй») Дж. Пуччини, режиссёр П. С. Оленин — Чио-Чио-сан (впервые в Москве, затем неоднократно исполняла)
- «Золотой петушок» Н. А. Римского-Корсакова — Шемаханская царица
- 1912 — «Ёлка» В. Ребикова — Девочка
- «Жизнь за царя» М. И. Глинки — Антонида
- «Гугеноты» Дж. Мейербера — Маргарита Валуа
- «Ромео и Джульетта» Ш. Гуно — Джульетта
- «Лакме» Л. Делиба — Лакме
- «Севильский цирюльник» Дж. Россини — Розина
- «Богема» Дж. Пуччини — Мими
- «Царская невеста» Н. Римского-Корсакова — Марфа
- «Снегурочка» Н. А. Римского-Корсакова — Снегурочка
- «Норма» В. Беллини — Норма
- «Риголетто» Дж. Верди — Джильда
- «Травиата» Дж. Верди — Виолетта
- «Бал-маскарад» Дж. Верди — Оскар
- «Паяцы» Р. Леонкавалло — Недда
- «Манон» Ж. Массне — Манон Леско

Партнёры: И. А. Алчевский, Дж. Ансельми, Г. А. Бакланов, М. Баттистини, Н. Д. Бельская, М. В. Бочаров, В. П. Дамаев, А. Карензин, В. Н. Петрова-Званцева, В. Р. Пикок, Н. И. Сперанский, В. Н. Трубин.

## Сочинения
- Люце В. В. Искусство оперной певицы и педагога. Воспоминания. Москва 2008 г. УДК 82-94 ББК Ш84(2рус-рус)6. ISBN 978-5-903667-02-4.
- Люце В. В. Когда пел Мишуга — умолкали соловьи // Олександр Мишуга: Спогади. Матеріали. Листування. — Київ, 1971. С. 258—262;
- Люце В. В. Спогади про мого партнера // Иван Алчевский: Спогади. Матеріали. Листування // Сост. И. Лысенко и К. Милославский. — Київ, 1980. С. 90—91.